# Газопереробний завод Banagas
Газопереробний завод Banagas – підприємство нафтогазової промисловості Бахрейну.
Розробка нафтових покладів родовища Бахрейн (Авалі) давала великі обсяги попутнього газу. У 1970-х роках вирішили монетизувати цей ресурс, для чого спорудили завод, що здатний вилучати гомологи метану із продукуванням товарних пропану, бутану та газового бензину (фракція С5+). Завод став до ладу у 1979-му з потужністю по прийому на рівні 3,1 млн м3 на добу. Не пізніше 1985-го цей показник довели до 4,1 млн м3, а потім і до 4,8 млн м3. 
В 1990-му стала до ладу друга лінія, здатна щодоби приймати 4,1 млн м3 асоційованого газу, що збільшило загальну потужність майданчику майже до 9 млн м3. З цього об’єму після вилучення гомологів метану отримували біля 7,1 млн м3 паливного газу, який постачали іншим споживачам, зокрема, нафтопереробному заводу, ТЕС Ріффа та ТЕС алюмінієвого заводу ALBA. Станом на середину 2010-х це становило до 20% споживання газу в Бахрейні (інший ресурс отримували за рахунок розробки газових покладів формації Хуфф родовища Бахрейн).
Плани нарощування видобутку нафти з Бахрейну призвели до спорудження третьої черги заводу, яка стала до ладу в 2019-му. Вона може щодобово приймати 9,9 млн м3 газу та за проектом може вилучати до 382 тисяч тон гомологів метану на добу. Відмінністю нової черги стало те, що отриманий після переробки газ не постачається споживачам, а повертається для закачування назад у нафтові поклади Бахрейну, що має максимізувати вилучення вуглеводнів. Іншою особливістю є те, що на завод надходить для переробки певний обсяг газів нафтопереробки сусіднього НПЗ, втім, це джерело багаторазово поступається за обсягами асоційованому газу з Бахрейну.
В 2020-му фактичне виробництво майданчику становило 149 тисяч тон пропану, 151 тисячу тон бутану та 334 тисячі тон газового бензину.
Пропан та бутан відправляють на експорт через порт Сітра, тоді як газовий бензин передається на розташований біч-о-біч нафтопереробний завод. Можливо відзначити, що третя черга включала спорудження бутанопроводу між заводом та портом довжиною 21 км, а також двох резервуарів – ємністю 200 тисяч барелів для пропану та 100 тисяч барелів для бутану. 
Власником заводу є Bahrain National Gas Company (Banagas), засновниками якої виступили державна нафтогазова агенція Бахрейну Nogaholding (75%), саудійська Arab Petroleum Investment Corporation та міжнародний нафтогазовий гігант Chevron (по 12,5%). В подальшому саудійці продали свою частку кувейтській Boubyan Petrochemical Company.